# 艾克森
埃尔克森·德·奥利维拉·卡多索（葡萄牙語：Elkeson de Oliveira Cardoso，1989年7月13日—），原通稱埃尔克森（Elkeson），歸化中國後身份證名稱艾克森（Ai Kesen），是巴西出生的中华人民共和国籍职业足球运动员，現效力于中国足球超级联赛球队成都蓉城，担任进攻型中场或前锋。他是中国顶级联赛最多进球记录保持者。

## 俱乐部生涯

### 维多利亚（巴甲，2009年-2010年）
2009年，埃尔克森以维多利亚队球员身份首次征战巴甲，并帮助球队获得州冠军。
2010年，埃尔克森以6个进球8次助攻闪耀桑巴，帮助球队卫冕州冠军。

### 博塔弗戈（巴甲，2011年-2012年）
2011年，埃尔克森转战巴甲豪门博塔弗戈队，以8个进球10次助攻位居当年巴甲助攻榜第一名的全能表现，22岁即入选巴西国家队，成为冉冉升起的世界级潜力球星，被媒体誉为“国际足坛百大妖人”、“最受关注的桑巴天才”等。
2012年，埃尔克森更以11个进球4次助攻位居当年巴甲射手榜前十的持续全能表现，成为球队主力攻击手，获得了欧洲多家豪门球队的青睐和报价，当时尤文图斯向埃尔克森报价500万欧元但遭到拒绝。

### 广州恒大（中超，2013年-2015年）
2012年12月24日，中国足球超级联赛俱乐部广州恒大宣布埃尔克森以570万欧元的身价加盟，签约4年。 由于外援名额限制，埃尔克森并没有入选广州恒大征战2013年亚足联冠军联赛的30人名单。2013年3月3日，他在2013年中国足球协会超级杯的比赛首发出场，第一次代表广州恒大在正式比赛出场，但他的表现低迷，第56分钟被卢卡斯·巴里奥斯换下，最终广州恒大1比2不敌江苏舜天屈居亚军。3月8日，埃尔克森在2013赛季中超联赛第一轮再次获得首发机会，他在比赛中攻入两球，帮助广州恒大主场5比1击败上海申鑫。埃尔克森之后保持高效的进球率，在赛季初的连续7场联赛比赛中打进13球，之后虽然进球势头有所减缓，但仍在28次联赛出场中射进24球，获得2013赛季中超联赛的最佳射手。
而他在2013年7月份替代巴里奥斯入选亚冠30人名单后，在剩下的六场亚冠比赛中射进六球，其中包括在决赛主客场比赛各进一球，最终帮助广州恒大3比3战平首尔FC，以客场进球多的优势历史上首次夺得亚冠联赛冠军。但在12月1日的2013年中国足协杯决赛对阵贵州人和第一回合比赛中，埃尔克森在上半场因报复对他犯规的杨昊而被红牌罚下，最终广州恒大客场0比2输球。 他也因此被中国足协纪律委员会处以停赛4场、罚款2万元的处罚。 虽然缺少埃尔克森的广州恒大在第二回合2比1击败对手，但仍以总比分2比3不敌对手屈居亚军。12月中旬，埃尔克森参加了所有三场2013年世界俱乐部杯的比赛。他在第一场和非洲冠军阿尔阿赫利取得广州恒大在世俱杯历史的首个进球，帮助广州恒大2比0击败对手。
2014年8月27日，2014赛季亚冠联赛四分之一决赛第二回合，因在赛事中罚丢点球，尽管在下半场补时阶段攻入一球，恒大仍因客场入球少而遗憾出局。11月2日，中超联赛第结束，埃尔克森以28球打破由李金羽保持8年单赛季26球的中超联赛进球纪录，也刷新由他自己保持的单赛季中超联赛进球纪录，同时也帮助恒大获得了中超联赛中第一个四冠王。
2015赛季赛季亚冠决赛次回合，凭借埃尔克森一个非常漂亮的制胜进球1比0击败来自阿联酋的阿尔阿赫利，三年内帮助恒大第二次问鼎亚冠之巅。

### 上海上港（中超，2016年1月-2019年7月）
2016年1月21日，上海上港官方宣布与广州恒大达成转会协议，埃尔克森将转会至上港集团足球俱乐部。据悉，埃尔克森的转会费将达到1600万欧元。
2016年亚冠小组赛G组第二比赛日，上海上港对阵水原三星，第32分钟，武磊后场断球，不停顿送出直线挑传，闵尚基试图飞身解围踢空，埃尔克森得球突入禁区，跟延济民进行身体对抗后，左脚低射破近角。这是埃神加盟上港后的处子球。
2018年赛季，埃尔克森在中超联赛中出场15次，打进7粒进球并且有两次助攻，随上海上港获得了自己的第四个中超联赛冠军。埃尔克森在2013、2014和2015年曾代表恒大获得中超联赛三连冠，同时他目前也是中超联赛单赛季进球纪录保持者（28球）。作为外援代表不同的两支球队，一共获得了四次中超联赛的冠军，这也让埃尔克森成为中国职业足球顶级联赛第一人。
2019年的中国足协超级杯决赛赛场上，上海上港2-0战胜北京国安，队史首夺超级杯冠军。这也是外援埃尔克森在中国足坛闯荡7年后，首次获得的超级杯冠军。

### 广州恒大（2019年7月-2022年2月 ）
2019年7月9日，上海上港和广州恒大两家俱乐部先后发布官方声明，宣布埃尔克森转会加盟广州恒大淘宝。在第23轮客场击败北京国安的比赛中进球后，他以103个进球超越武磊成为中超历史射手王。另外，尽管埃尔克森从2019年起成为中国公民，但2019赛季他仍将以外援身份出战。
2021赛季，埃尔克森在第14轮对阵重庆两江竞技的比赛中攻入个人中超第120球，超越李金羽成为中国顶级联赛历史射手王。
2022年2月16日，廣州足球俱樂部發布公告，與五名歸化球員艾克森、洛國富、高拉特、阿蘭和費南多終止合約。

### 格雷米奥（2022年4月-11月）
2022年1月12日，艾克森加盟当时处于巴西乙级联赛的格雷米奥，并帮助球队重返甲级联赛。2022年11月9日，艾克森离开格雷米奥。

### 成都蓉城（2023年4月至今）
2023年2月23日，艾克森返回成都，其后随中超球队成都蓉城训练，并于2023年4月7日正式官宣加盟。

## 国家队生涯
2011年9月，由于在保地花高的出色表现，埃尔克森被巴西国家队主教练文尼薩斯招入9月22日和阿根廷友谊赛的大名单，但他没有在这场比赛中出场。
2019年，由于埃尔克森在中國踢球已有6年，加上并未代表巴西国家队出场，符合FIFA的入籍資格，里皮打算让他在2022年國際足協世界盃外圍賽亞洲區預選賽之前啟動歸化程序成為國足的重要成員。2019年8月18日，亚足联官网发布的消息称，埃尔克森已进入中国国家足球队大名单，他也将成为历史上首位无华裔血统的中国国脚。随后埃尔克森在个人社交媒体正式宣布了自己放弃巴西国籍、加入中国国籍的消息。8月21日，中国足协发布国足集训大名单，埃尔克森的中文名“艾克森”位列其中。FIFA也于同年9月4日答复中国足协，正式确认艾克森可代表国足参赛。
据媒体报道，艾克森加入中国国籍后，努力学唱义勇军进行曲以及学习书写汉字，以求融入中国。
2019年9月10日，2022世界杯预选赛亚洲区40强赛首场对阵马尔代夫队，艾克森代表中国国家队首秀，并打入两粒进球。2021年，为备战3月开踢的卡塔尔世预赛亚洲区40强赛下半程比赛，中国男足将于1月22日至2月10日在海口市展开2021年首期集训，他入选27人名单。

### 国家队进球
最後更新：2019年10月10日
- 仅列出国际A级比赛进球

| 时间           | 地点   | 对手     | 当时比分 | 最终比分 | 赛事           | 进球(累计) |
| -------------- | ------ | -------- | -------- | -------- | -------------- | ---------- |
| 2019年9月10日  | 马累   | 馬爾地夫 | 4–0      | 5–0      | 世预赛四十强赛 | 2(2)       |
| 2019年9月10日  | 马累   | 馬爾地夫 | 5–0      | 5–0      | 世预赛四十强赛 | 2(2)       |
| 2019年10月10日 | 广州市 | 關島     | 6–0      | 7–0      | 世预赛四十强赛 | 1(3)       |
| 2021年5月30日  | 苏州市 | 關島     | 4–0      | 7–0      | 世预赛四十强赛 | 1(4)       |

## 技术特点
埃尔克森身高1.80米，体重79公斤，身体强壮，爆发力和速度不错，喜欢盘带，左右脚均衡，远射突出，头球抢点意识强，胜任前腰、边锋和前锋等攻击手位置。可谓是一名前场多面手。加盟恒大后被里皮改造成中锋。

## 榮譽

### 個人
- 2013年中國足球超級聯賽最佳射手
- 2013年中國足球超級聯賽最佳陣容
- 2014年中國足球超級聯賽最佳射手
- 2014年中國足球超級聯賽最佳陣容

### 俱樂部
廣州恆大：
- 2013年中國足球超級聯賽冠軍
- 2013年亞洲冠軍聯賽冠軍
- 2013年世界俱乐部杯殿軍
- 2014年中國足球超級聯賽冠軍
- 2015年中國足球超級聯賽冠軍
- 2015年亞洲冠軍聯賽冠軍
- 2015年世界俱乐部杯殿軍
- 2019年中國足球超級聯賽冠軍

上海上港：
- 2018年中國足球超級聯賽冠軍
- 2019年中國足協超級杯冠軍